# Неорококо

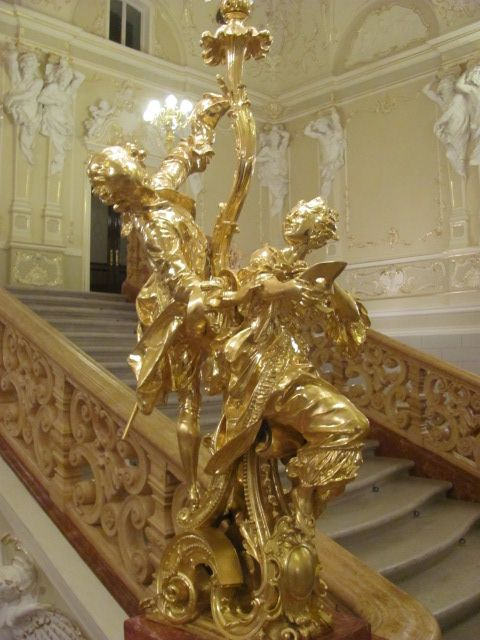
Оперний театр, Одеса, неорококо

Неорококо (англ. neo-rococo) — стилістичний напрямок XIX століття в межах еклектики (стиль історизм).

## Історичні умови
На хвилі перевтоми від ампіру і спрощених, занадто поміркованих форм пізнього класицизму виникають споруди романтичного спрямування — з використанням незвичних форм і декору. На хвилі зацікавленого вивчення стилів минулого виникає декілька різновидів стилістики, що імітує чи копіює стилі минулого — неоготика, необароко тощо.
Форми та стилі споруд в еклектиці тісно пов'язані з їх призначенням та функціями. Так, в російській будівельній практиці, «руський стиль» архітектора К. А. Тона став офіційним стилем храмового будівництва, але він досить мало використовувався в приватних спорудах чи особняках. Еклектика була «багатостильовим» напрямком, і споруди одного періоду базуються на різних стильових школах у відповідності призначення споруди (собор, офіційна споруда, фабрика, прибутковий дім, приватний особняк, палац, дачний будинок). Вони також залежать від матеріального стану замовника (є споруди розкішні з золоченим декором і включенням антикварних речей, а є бідна, економна «цегляна» архітектура фабрик, малих приватних осель).
У цьому принципова відмінність еклектики від ампіру та пізнього класицизму, які силоміць нав'язували єдиний стиль для споруд будь-якого типу. Так, для будівлі університету чи офіційної споруди Присутніх місць використовувався усталений зразок палацової архітектури (Московський університет, арх. Казаков Матвій Федорович, споруда Присутніх місць в Харкові, арх. Ярославський Петро Антонович, Червоний корпус Київського університету, арх. Беретті Вікентій Іванович, Спасо-Преображенський кафедральний собор (Дніпро), арх. Захаров Андріян Дмитрович).

## Хвилі неорококо
Найяскравішими й досить цілісними були дві «маски» історизму — неоготика й неорококо. Саме в XIX столітті в різних країнах Європи узялися за добудови стародавніх готичних соборів, покинутих недобудованими (Собор святого Віта (Прага), Кельнський собор, частина соборів Іспанії).
Неорококо стане відомим стилевим напрямком в декорі інтер'єрів досить заможних замовників та в створенні речей декоративно-ужиткового мистецтва. Особливо це відбилося в створенні меблів, порцеляни, бронзи, гобеленів. Оригінальний стиль середини XVIII ст. виявився затребуваним після поміркованого класицизму і похмурого романтизму і став відомою ланкою салонного мистецтва. На відміну від недавнього класицизму, неорококо відмовлялось від ордерної системи.
Феєричність і помпезність, перебільшення неорококо добре співіснували з добою сентиментальних віденських вальсів, легкого й безтурботного дозвілля багатих дворян, коронованих осіб q нуворишів, що встигли швидко збагатитися і жадібно поглинали недоступні раніше розкоші привілейованих верств населення.
Неорококо XIX століття, на відміну від першого, рококо XVIII ст., стало уособленням достатку та ознакою «красивого життя», це був щабель норми багатої або привілейованої, шляхетної особи. Відомі зразки інтер'єрів неорококо — занадто пишні зали замку Ліндерхоф для баварського короля, низка інтер'єрів в Парижі, зали палацу Лінарес в Мадриді, Будуар в Зимовому палаці в Петербурзі.

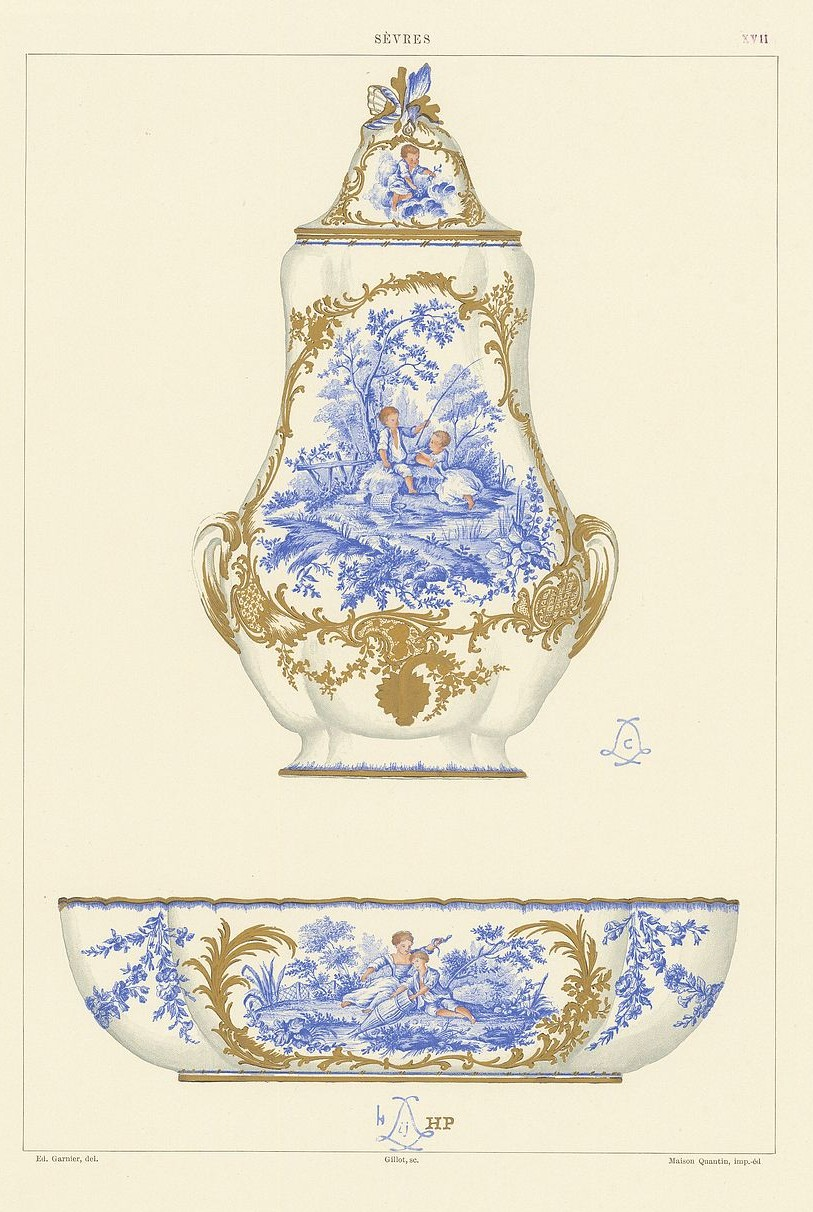
Дизайн декору для порцеляни, Севр, Франція, 1892 р., неорококо

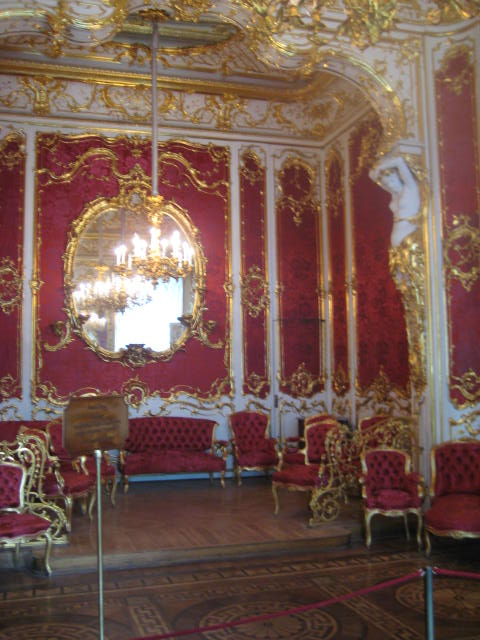
Будуар, неорококо в Зимовому палаці, Росія
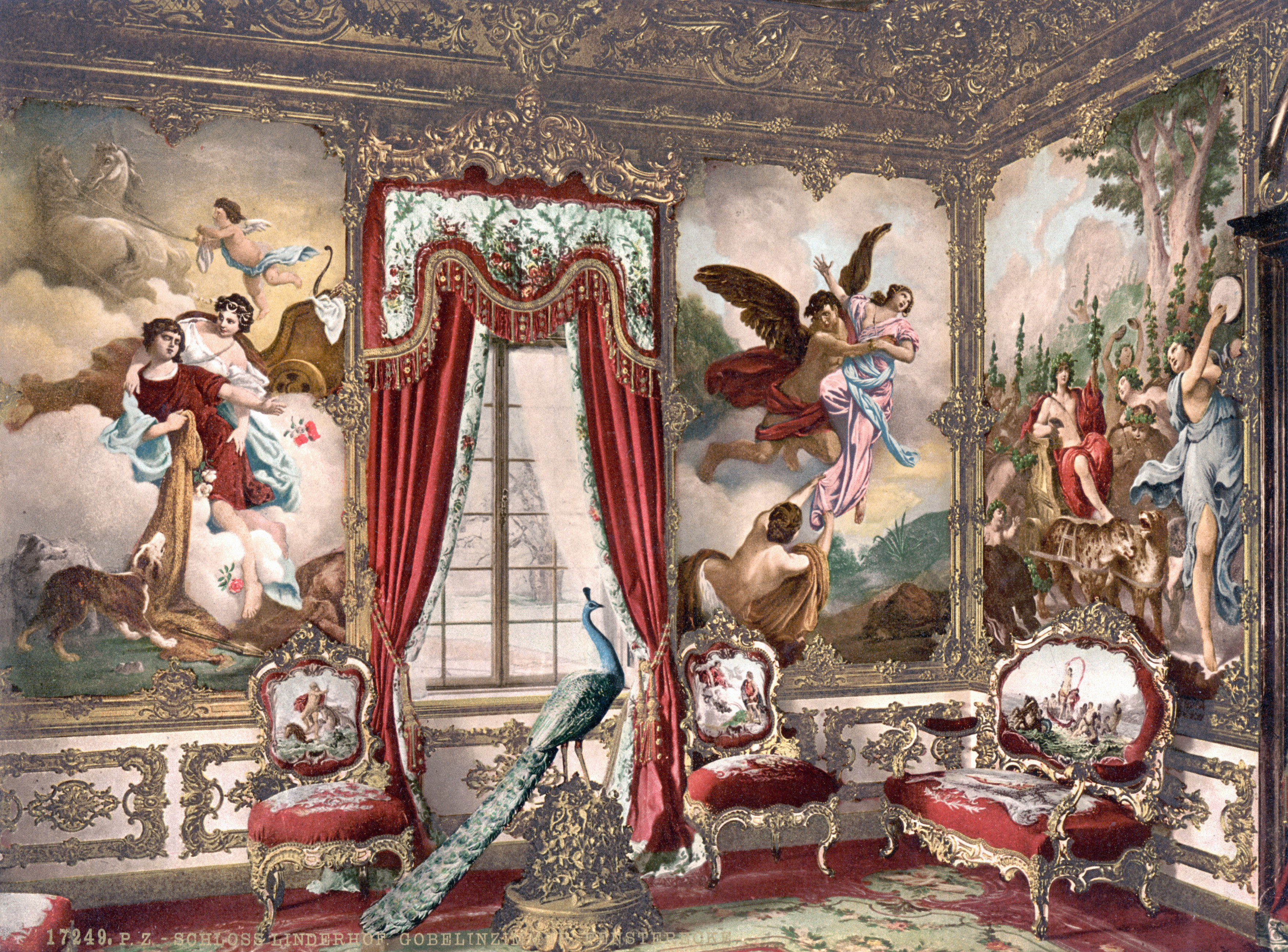
Гобелени доби неорококо, замок Ліндерхоф
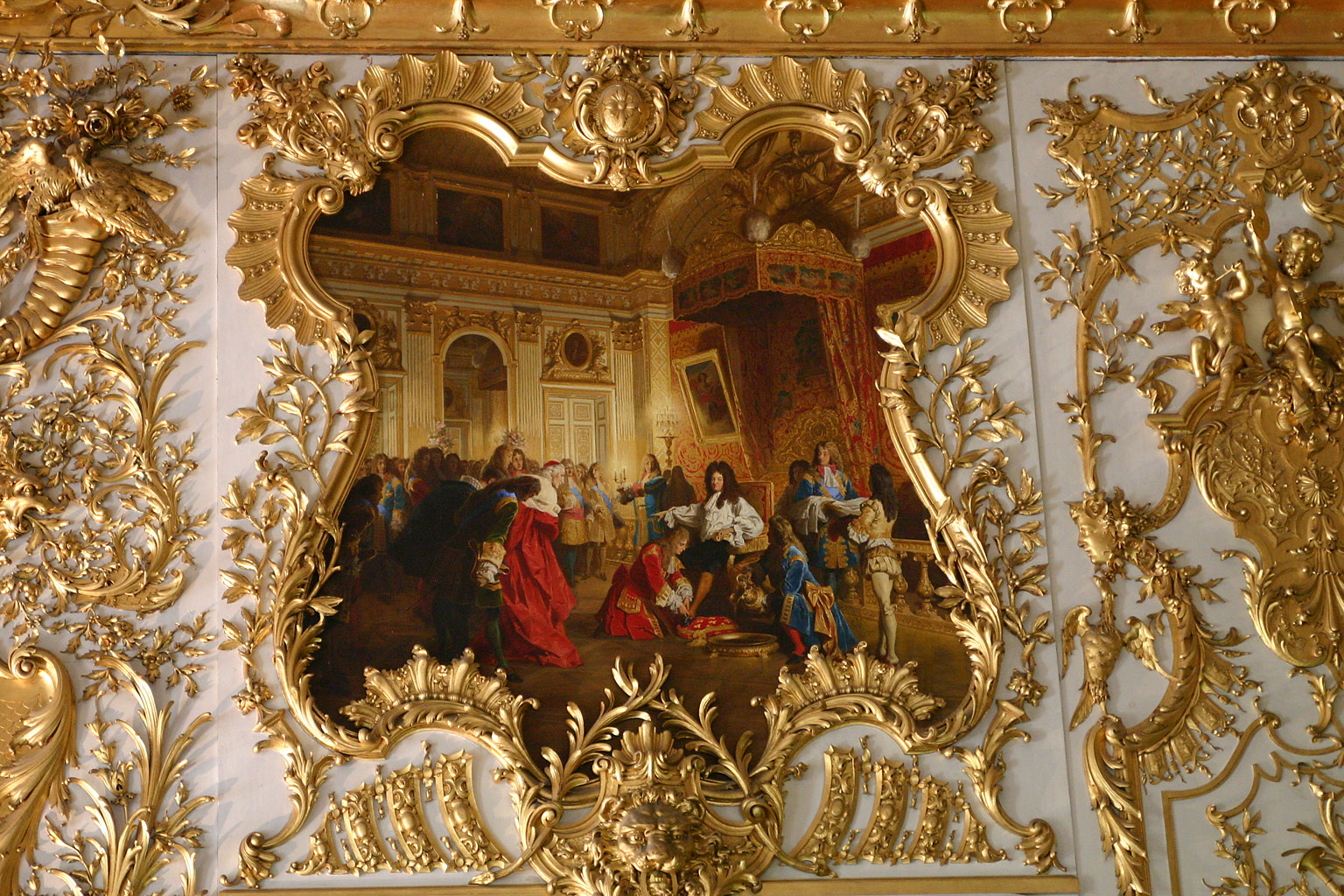
Дзеркало в палаці Ліндерхоф
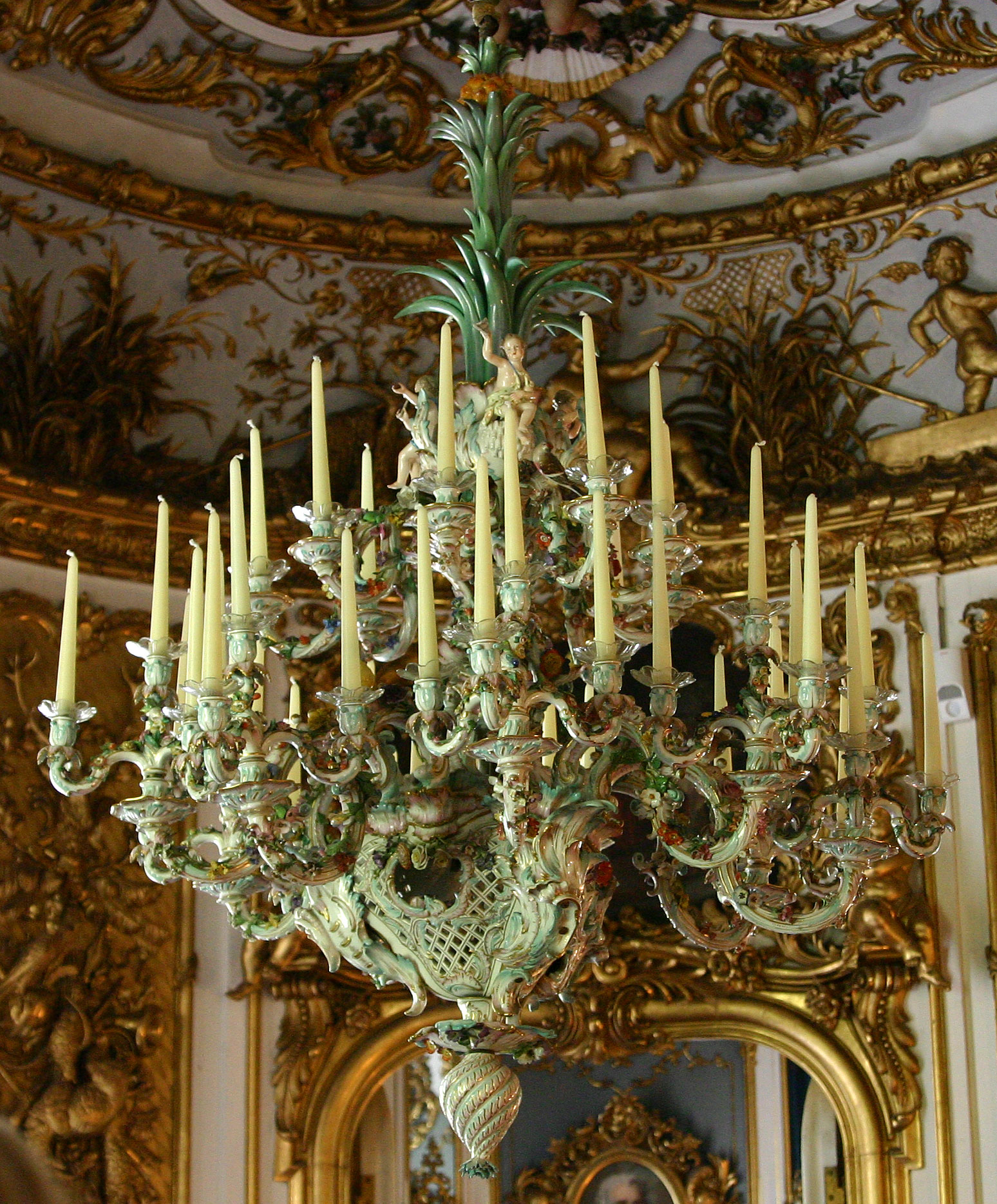
Люстра в палаці Ліндерхоф, Баварія

Яскравим зразком неорококо в місті Київ став Золотий кабінет палацу Ханенків. Стелю кабінету прикрасив плафон (живопис) іспанського художника Барбудо Санчеса «Двобій Дон Кіхота з вітряками» у складній, гнучкій рамі серед сітки рококо. Плафон на тему роману Сервантеса підтримують оригінальні гобелени з міста Брюссель за картонами художника Франції Шарля Куапеля (1694—1752) зі сценами з того ж роману в стилі рококо. Палац нині — Музей мистецтв імені Богдана та Варвари Ханенків.
В стилі неорококо виконані інтер'єри палацу Гагаріних і оперний Театр (його інтер'єри) в місті Одеса (архітектурне бюро Фельнера і Гельмера). Палац Гагаріних зараз використовується як Державний літературний музей (Одеса).
Неорококо мало чималий вплив на суспільну свідомість, на розвиток декоративно-ужиткового мистецтва, на живопис академізму і салонного мистецтва. Серед мистців, що розробляли безтурботні, маскарадні чи костюмовані сюжети неорококо:
- Жан Луї Мейсоньє (1815—1891, «Дворянин читає листа», «Поет 18 століття»), Франція
- Огюст Серрюр (1825—1903), Бельгія
- Павло Мерварт (1855—1902), Польща
- Барбудо Санчес, Іспанія
- Ульпіано Чека (1860—1916), Іспанія та ін.

Стилістика неорококо проникне у XX століття і стане характерною рисою художньої манери француза Моріса Дені — декоративні панно «Історія Психеї».